# マリー・スクウォドフスカ・キュリー・アクション
マリー・スクウォドフスカ・キュリー・アクション（Marie Skłodowska-Curie Actions、MSCA）は、欧州研究領域（ERA）における研究を支援するために欧州連合（EU）/欧州委員会が創設した主要な研究奨学金制度である。
マリー・スクウォドフスカ・キュリー・アクションは、欧州で最も競争力があり、権威ある研究・イノベーション・フェローシップのひとつである。

## 創立の経緯と目的
マリー・スクウォドフスカ＝キュリー（Marie Skłodowska-Curie）は、ポーランド系フランス人の物理学者・化学者で、女性初のノーベル賞受賞者であり、2つの異なる科学（物理学と化学）への貢献でノーベル賞を受賞した唯一の人物であり、2度ノーベル賞を受賞した最初の人物であり、唯一の女性でもある。
この人物にちなんで、1996年にマリー・キュリー・アクションとして設立され、2014年からはマリー・スクウォドフスカ・キュリー・アクションとして知られるようになったこの制度は、あらゆるキャリア段階にある研究者のキャリア開発とさらなる育成を目的としている。マリー・スクウォドフスカ・キュリー・アクションは、学際的研究と国際共同研究を促進し、ヨーロッパ内だけでなく、世界中の科学者を支援している。

## 運営状況
現在、奨学金は第9次研究・技術開発フレームワーク・プログラム（Horizon Europe）を通じて資金提供されており、Horizonのいわゆる「第1の柱」に属している：「エクセレント・サイエンス」である。この資金スキームを通じて、欧州研究執行機関（REA）は2021年から2027年の間に66億ユーロをマリー・スクウォドフスカ・キュリー・アクションに充てている（ホライゾン・ヨーロッパ・プログラム全体の約7％）。
1996年のプログラム開始以来、2017年3月までに10万人以上の研究者がMSCA補助金を受給している。 この節目を記念して、欧州委員会は、卓越した研究と世界的な研究の流動性に特化したEUの活動を紹介するため、（2016年に最高の評価点を獲得した）有望な研究者30人を選出した。

## 基金の種類
フェローシップは、欧州委員会がホライゾン・ヨーロッパの枠内で科学分野全般にわたって授与する。
MSCAは以下の枠組みに分類されている：
- リサーチ・ネットワーク基金（ITN）、
- 個人フェローシップ基金（IF）、
- リサーチ＆イノベーション・スタッフ・エクスチェンジ基金（RISE）、
- モビリティを伴う地域・国内・国際プログラムの共同基金（COFUND）、
- 欧州研究者の夕べ基金 (NIGHT)

2014年から2020年まで続くHorizon 2020の枠組みの中で、MSCAは61億6000万ユーロの資金を提供する予定である。